# Sven Hedin

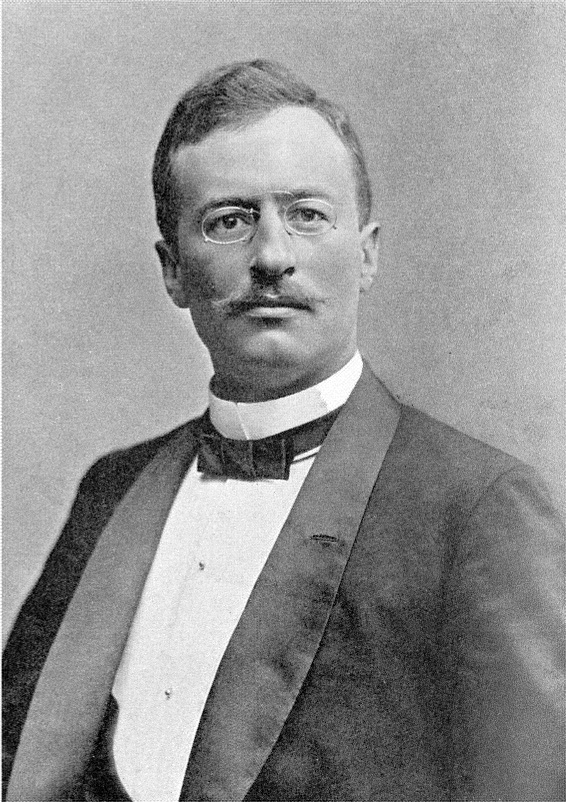
Sven Hedin circa 1910

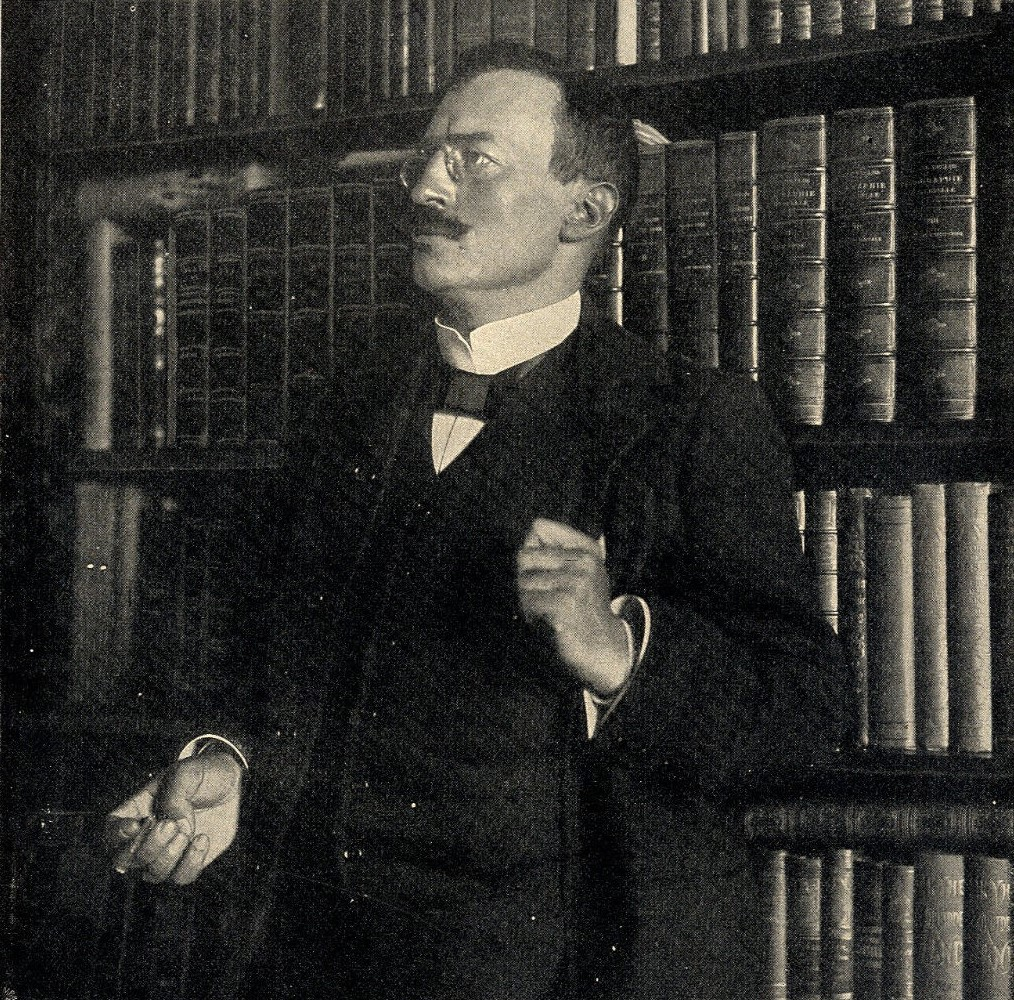
Dr. Sven Hedin in 1902

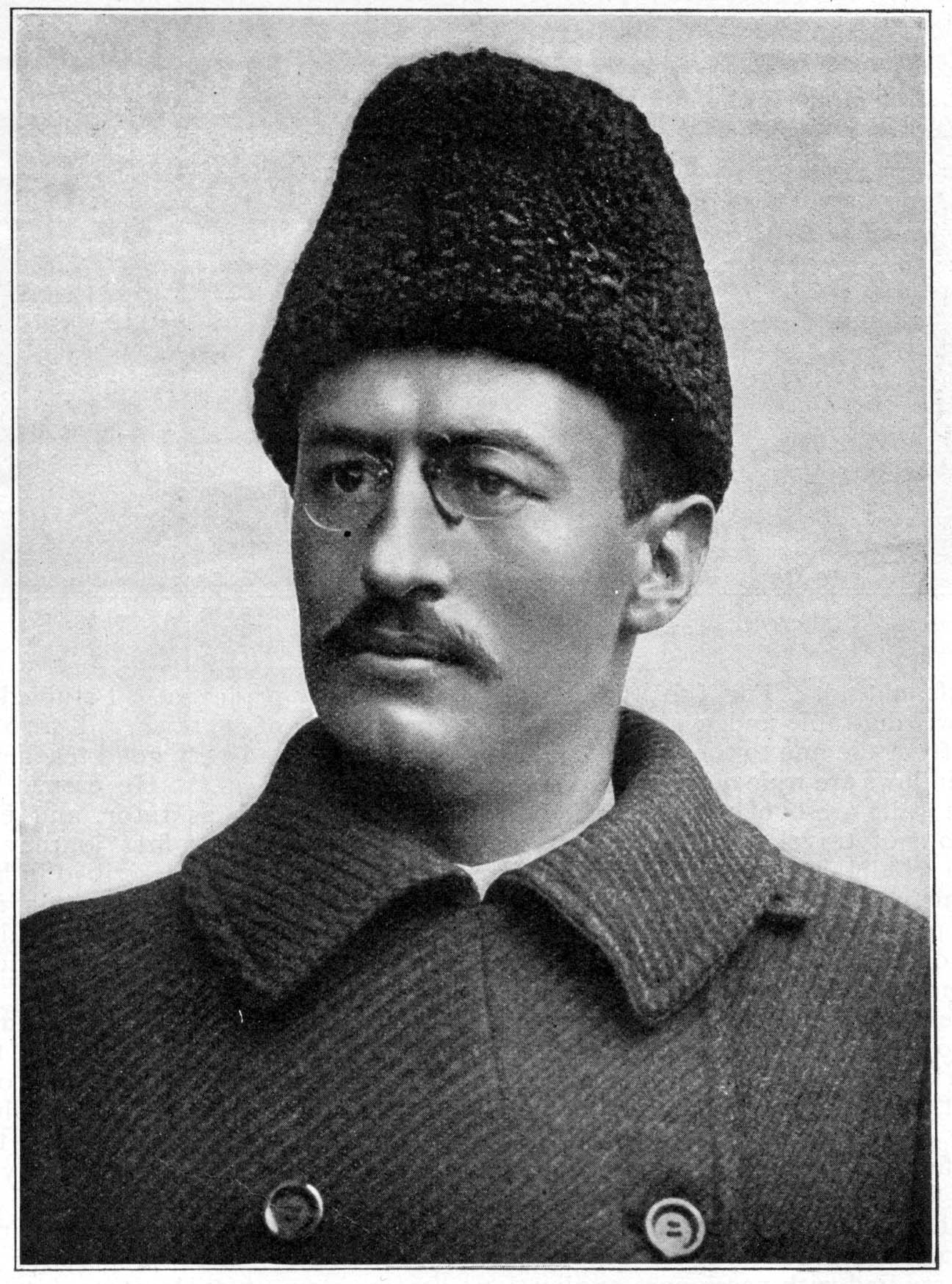
Sven Hedin (1897)

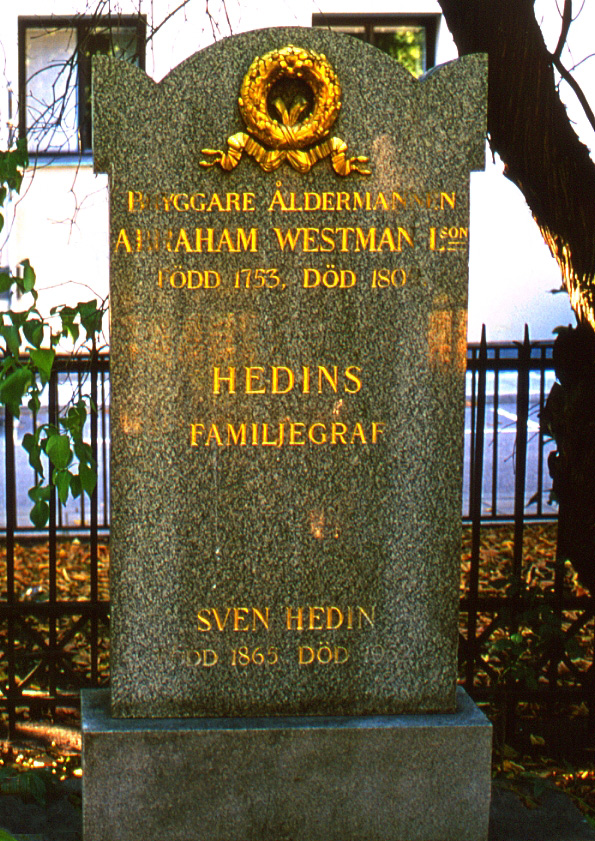
Sven Hedins grafsteen op de Adolf Fredrik begraafplaats in Stockholm

Sven Anders Hedin (Stockholm, 19 februari 1865 — aldaar, 26 november 1952) was een Zweeds ontdekkingsreiziger en geograaf die diverse reizen maakte naar Centraal-Azië en Tibet. Hoewel hij noch kunsthistoricus noch archeoloog was, was hij in staat om archeologische ontdekkingen te doen en er nauwkeurige observaties over te doen. Hij was zeer meertalig. Zijn kaarten van Centraal-Azië en Tibet worden nog steeds zeer gewaardeerd.

## Levensloop
Hedin studeerde aan het Stockholm University College bij Waldemar Brøgger en werd in 1888 Bachelor of Arts aan de Universiteit van Uppsala (stad) na zijn studie geologie, mineralogie, zoölogie, Duits en Latijn. Van 1889 tot 1890 studeerde hij aan de Universiteit van Berlijn bij de geograaf en Chinakenner Ferdinand von Richthofen. Daarna studeerde hij in Halle an der Saale bij Alfred Kirchhoff en in 1892 werd hij doctor in de wijsbegeerte aan de Universiteit van Halle.
In 1885 kreeg Hedin, die al langer belangstelling voor (ontdekkings)reizen had, een betrekking als leraar van een Russische familie in Bakoe. Na afloop maakte hij een reis door Perzië en Mesopotamië. Hij had bij deze reis Perzisch geleerd, in 1889 werd hij daarom aangesteld als tolk van een missie naar de sjah. In 1890 was zijn werk daar afgelopen, maar in plaats van direct terug te keren, maakte hij een reis naar Centraal-Azië. Hij reisde via Merv, Buchara en Samarkand naar Kashgar, stak de Tiensjan over naar het Issyk Kul-meer, en bezocht het graf van Nikolaj Przewalski.

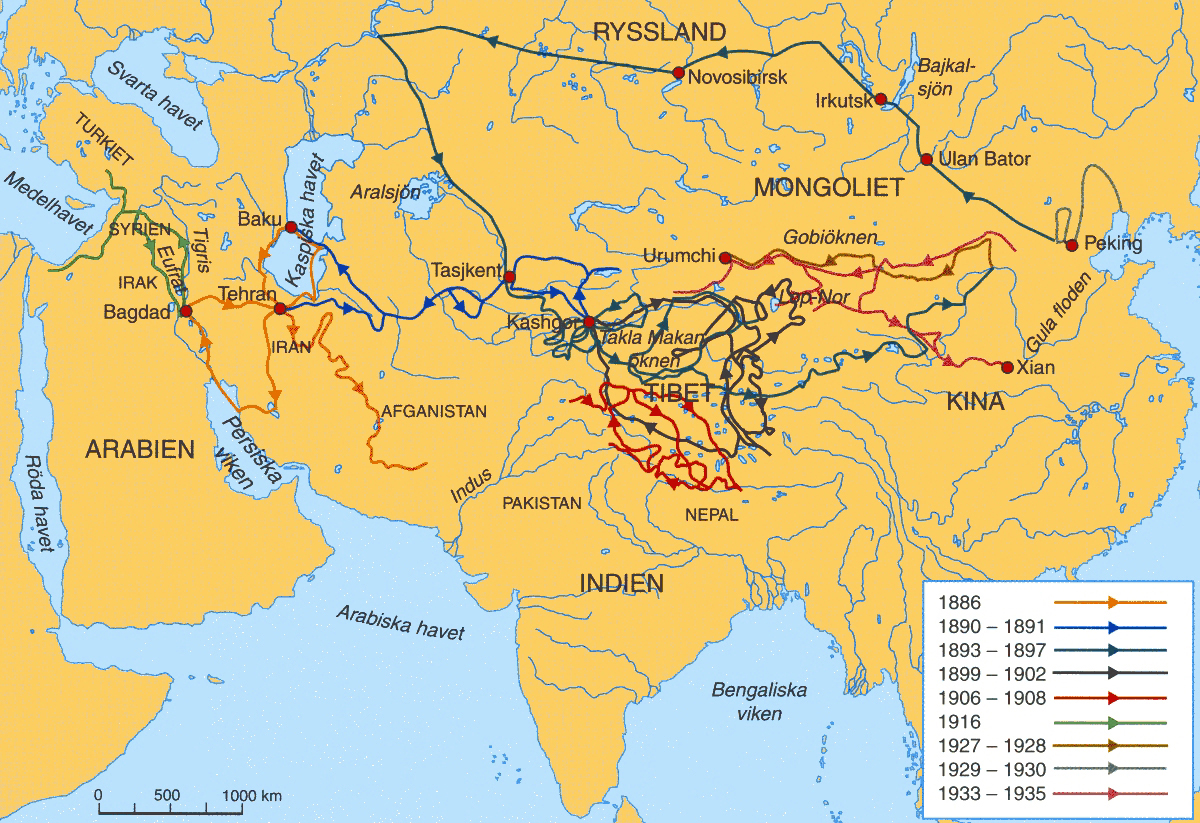
De routes van Sven Hedins expedities door Azië van 1886 tot 1935

In 1893 begon Hedins eerste grote expeditie. Hij beklom de hoogvlakte van Pamir. Ook trok hij de Taklamakan in, waar hij bijna van de dorst omkwam. Hij ontdekte een aantal archeologische sites, waarvan Loulan aan het Lop Nor-meer het belangrijkste was. Dit was een oude stad aan de zijderoute, en er zijn veel documenten uit de 3e eeuw gevonden. Via de Ordoswoestijn reisde Hedin naar Peking, en van daaruit door de Gobi naar Siberië.
Twee jaar later, in 1899, maakte Hedin een nieuwe reis naar het Lop Nor-gebied. Ook bezocht hij Tibet, en vermomd als Boeddhistische monnik probeerde hij Lhasa te bereiken, maar hij werd tegengehouden. Ook een poging om door Tibet zuidwaarts naar India te reizen, mislukte. Wel ging de route waarop hij werd weggestuurd, westwaarts over het Tibetaans Hoogland naar Leh, voor grote delen over in het Westen nog onbekend gebied.
In 1906-1908 reisde Hedin opnieuw naar Tibet. Hij bezocht diverse heilige plaatsen, zoals het Tibetaans klooster van de negende pänchen lama, Tashilhunpo, het Manasarowarmeer en de berg Kailash, en bracht het gebied ten noorden van de Tsangpo in kaart. Met deze reis verdwenen de laatste grote witte vlekken van de kaart van Tibet.
Hedin bezocht Rusland 16 maal, maar stond heel wantrouwig tegenover dat land. Voor Duitsland had hij wel een grote sympathie. Hedin was een persoonlijke vriend van koning Gustaaf V van Zweden en schreef samen met Carl Bennedich, een Zweeds militair historicus, een bekende, anti-regeringstoespraak waarin hij de eisen van de koning verdedigde voor een verhoging van de defensiebudgetten. Hedin was een warm voorstander van een alliantie met Duitsland in de Eerste Wereldoorlog, gepromoot door koningin Victoria van Zweden. Hierdoor verloor hij veel belangrijke vrienden in Groot-Brittannië en de Verenigde Staten.
Van 1927-1933 was Hedin leider van een grootschalige Chinees-Zweedse expeditie naar Chinees Turkestan. Zijn laatste reis in 1933-1935 had als doel het oostelijke (Chinese) deel van de zijderoute te onderzoeken.
In later jaren leed Sven Hedin ernstige reputatieschade doordat hij sympathiseerde met Nazi-Duitsland. Hij ontmoette Adolf Hitler voor het eerst in 1935 en hield een redevoering bij de openingsceremonie van de Olympische Zomerspelen 1936 in Berlijn. Ook daarna had hij regelmatig ontmoetingen met Hitler en andere nationaalsocialische kopstukken. Hij zette zich publicistisch in voor de nazi's, bijvoorbeeld in Deutschland und der Weltfrieden (1937). De Duitse machthebbers overlaadden hem met prijzen en eerbewijzen om hem aan zich te binden. Onkritisch was hij echter niet en hij probeerde diverse malen de nazi's ervan te overtuigen dat zij moesten afzien van antireligieuze en antisemitische acties. Na de Tweede Wereldoorlog liet hij weten dat hij geen spijt had van zijn collaboratie met de nazi's, omdat op zijn aandringen talloze slachtoffers gered waren van executie of van deportatie naar de vernietigingskampen.
Sven Hedin heeft een groot aantal boeken en artikelen geschreven over zijn reizen en ontdekkingen. In  My life as an explorer  beschrijft hij ook zijn ontmoetingen in Kashgar met de daar wonende Nederlandse priester Paul-Piet Hendriks.